# Tipik
Tipik ist ein öffentlich-rechtlicher Sender der Rundfunkanstalt RTBF und wird seit dem 26. März 1977 in Belgien für die französischsprachige Bevölkerung, welche überwiegend in der südlichen Region Wallonien lebt, ausgestrahlt. Das Programm ist eines von vier Fernsehsendern neben La Une, La Trois und Arte Belgique, das unter der Regie von RTBF ausgestrahlt wird. Seit dem 16. Dezember 2011 ist das Programm auch in HD empfangbar. Bis 2020 war der Sender unter dem Namen La Deux (eigene Schreibweise: la deux) bekannt.

## Geschichte
Am 26. März 1977 startete RTBF mit RTbis einen zweiten Sender, 1979 folgte die Umbenennung in Télé 2. Am 21. März 1988 folgte eine erneute Umbenennung. So wurde als Télé 2 Télé 21. Die Wiederholung des ersten Programms wurden aufgegeben und durch eigene Inhalte ersetzt. So wurden Dokumentationen, Live-Veranstaltungen (vor allem Sportevents), Filmen und mehr ausgestrahlt. 
Am 21. März 1993 wurde Télé 21 durch RTBF 21 und Eurosport 21 ersetzt. Beide Sender teilten sich den Sendeplatz. Es wurde vor allem auf die Ausstrahlung von Sportveranstaltungen gesetzt.
Nur wenig später, am 1. März 1997 wurde RTBF 21 zu RTBF la deux. Man sendete eine Mischung aus Dokumentationen, kulturellen Sendungen, Live-Veranstaltungen und setzte auch weiterhin auf Sport. Eurosport 21 wurde im Zuge dessen eingestellt.
Am 2. September 2002 erfolgte die Umbenennung in la deux, schon damals wurde ein rundes Logo mit dem Schriftzug des Sendernamens verwendet.
Am 26. Januar 2004 wurde das heutige Logo eingeführt, das Programm geändert. Am 16. September 2011 um 20:00 Uhr wurde der HD-Betrieb aufgenommen. Gleichzeitig wurde das Logo erstmals im 3D-Look präsentiert. Dieser letzte Schritt wurde im September 2014 revidiert, seitdem ist das Logo wieder in 2D-Optik on Air.
Am 7. September 2020 wurde der Sender in Tipik umbenannt und richtet sich seitdem vornehmlich an die Generation Y.

### Logos

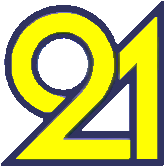
Logo von Télé 21
Logo von La Deux von 26. Januar 2004 bis 16. September 2011 und von September 2014 bis 6. September 2020
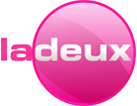
Logo von La Deux vom 16. September 2011 bis September 2014